# Mariene ecoregio Bouveteiland
De Mariene ecoregio Bouveteiland (217) (Engels: Bouvet Island marine ecoregion) is een biogeografische regio en ligt in het zuiden van de Atlantische Oceaan in de Mariene provincie Subantarctische Eilanden (59) in het Marien rijk Zuidelijke Oceaan. De mariene ecoregio is vastgesteld door het World Wide Fund for Nature en The Nature Conservancy en is vernoemd naar het Bouveteiland.
Het gebied grenst niet aan andere mariene ecoregio's.

## Geografie
De mariene ecoregio ligt in het zuiden van de Atlantische Oceaan rond het Bouveteiland, een overzees gebiedsdeel van Noorwegen.
Door het gebied stroomt de westenwinddrift.

## Biogeografie
Het gebied kent zeeleven dat houdt van arctische temperaturen.